# سولزبری (ایندیانا)
سولزبری (به انگلیسی: Solsberry) یک منطقهٔ مسکونی در ایالات متحده آمریکا است که در شهرستان گرین، ایندیانا واقع شده‌است. سولزبری ۲۳۷٫۱۴ متر بالاتر از سطح دریا واقع شده‌است.